# Karl Traugott Stöckel
Karl Traugott Stöckel (* 25. Mai 1804 in Dittersdorf; † 12. April 1881 in Possendorf) war ein deutscher Orgelbauer.

## Leben
Karl Traugott Stöckels Vater arbeitete als Meister in der Liedloff’schen Spinnerei in Dittersdorf. Er selbst erlernte nach dem Besuch der Volksschule in seinem Heimatdorf bei einem Meister in Zschopau zunächst das Tischlerhandwerk. Bei Johann Gotthold Jehmlich in Neuwernsdorf, bei dem er auch einige Zeit als Geselle tätig war, erlernte er anschließend die Orgelbaukunst. So begutachtete und zeichnete er im Auftrage Jehmlichs 1843 die 1813 von Friedrich Traugott Kayser gebaute Orgel in der Stadtkirche von Königstein.
Ab 1844 betrieb Stöckel eine eigene Orgelbauwerkstatt, die zunächst in Freiberg und später in Dippoldiswalde angesiedelt war. Seine erste eigene Orgel errichtete er ab 1847 für die Kirche seines Geburtsortes Dittersdorf. Sie wurde am 28. Januar 1849 geweiht. Aus Stöckels 37-jähriger Tätigkeit als Orgelbaumeister sind etwa ein Dutzend Orgeln erhalten. Es handelt sich um solche mit Schleifladen, mit mechanischer Traktur und bis zu 28 Registern.
Daneben reparierte er zahlreiche Orgeln und war berufener Ratsorgelbaumeister der Stadt Freiberg. Er starb 1881 im Alter von 76 Jahren beim Bau der Orgel von Possendorf. Seine Werkstatt wurde im selben Jahre übernommen vom Orgelbaumeister Ernst Louis Lohse (1850–1932).

## Werkliste (Auswahl)
| Jahr      | Ort              | Gebäude                               | Bild | Manuale | Register | Bemerkungen |
| --------- | ---------------- | ------------------------------------- | ---- | ------- | -------- | --- |
| 1847–1849 | Dittersdorf      | Ev. Kirche                            |      | II/P    | 19       | Neubau; 1934 Umbau, 1997 Restaurierung → Orgel                                                                                             |
| 1852      | Hennersdorf      | Katharinenkirche                      |      | II/P    | 13       | Neubau → Orgel |
| 1852      | Reinhardtsgrimma | Dorfkirche Reinhardtsgrimma           |      |         |          | Umbau und Reparatur der Orgel von Gottfried Silbermann                                                                                     |
| 1855      | Schellerhau      | Dorfkirche Schellerhau                |      | I/P     | 11       | Neubau von Schuster; Stöckel-Orgel nicht erhalten → Orgel                                                                                  |
| 1857      | Freiberg         | St. Johannis (heute Chororgel im Dom) |      |         |          | Einbau einer Pedalkoppel und neuer Bälge für die Orgel von Gottfried Silbermann                                                            |
| 1857–1858 | Fürstenwalde     | Dorfkirche                            |      | II/P    | 14       | Neubau → Orgel; |
| 1864      | Dippoldiswalde   | Stadtkirche Dippoldiswalde            |      | II/P    | 30       | Stöckels größter Neubau. Nur geringfügig verändert. Die Restaurierung erfolgte 2014–2015 durch den Jehmlich Orgelbau Dresden GmbH. → Orgel |
| 1868–1871 | Seifersdorf      | Kirche Seifersdorf                    |      | II/P    | 16       | Neubau → Orgel |
| 1875      | Breitenau        | Kirche Breitenau.                     |      | II/P    | 14       | Neubau.Orgel |
| 1878      | Schönfeld        | Kirche Schönfeld                      |      | II/P    | 14       | Neubau; 1996 Renovierung; Orgel |
| 1881–1882 | Possendorf       | Dorfkirche Possendorf                 |      | II/P    | 24       | Neubau → Orgel |